# NGC 1612
NGC 1612 is een spiraalvormig sterrenstelsel in het sterrenbeeld Eridanus. Het hemelobject werd op 21 december 1881 ontdekt door de Franse astronoom Édouard Jean-Marie Stephan.

## Synoniemen
- PGC 15507
- MCG -1-12-30
- NPM1G -04.0200
- IRAS 04307-0416